# Gare d'Ōichi
La gare d'Ōichi (太市駅, Ōichi-eki) est une gare ferroviaire localisée dans la ville d'Himeji, dans la préfecture de Hyōgo au Japon. La gare est exploitée par la compagnie JR West,sur la ligne Kishin.

## Service des voyageurs

### Desserte
La gare de Ōichi est une gare disposant de deux quais et de deux voies.

| N° de voie | Ligne    | Direction    |
| ---------- | -------- | ------------ |
| 1          | ▆ Kishin | Sayo/Tsuyama |
| 2          | ▆ Kishin | Himeji       |

| JR West          |               |               |               |                 |
| Direction Himeji | Ligne Kinshin | Ligne Kinshin | Ligne Kinshin | Direction Niimi |
| Yobe             |               | -             |               | Hon-Tatsuno     |